# Ramoconidiifera verrucosa
Ramoconidiifera verrucosa är en svampart som beskrevs av B. Sutton, Carmarán & A.I. Romero 1996. Ramoconidiifera verrucosa ingår i släktet Ramoconidiifera, divisionen sporsäcksvampar och riket svampar.   Inga underarter finns listade i Catalogue of Life.